# Lengyel János (politikus)
Lengyel János (Csegöld, 1950. január 7. –) magyar mezőgazdász, politikus, országgyűlési képviselő, alpolgármester.

## Életpályája

### Iskolái
Az általános iskolát szülővárosában végezte el. Ezután Mátészalkán Mezőgazdasági Technikumot végzett.

### Pályafutása
1968–1970 között a túrricsei Béke Mezőgazdasági Termelőszövetkezetben (Tsz) gyakornok volt. 1970–1972 között Csaholcon agronómus volt. 1972–1974 között a Fehérgyarmati Állami Gazdaság telepvezetőjeként dolgozott. 1974–1977 között a csaholci Erdőhát Mgtsz. elnökhelyettese, 1977–1985 között elnöke volt. 1985-ben ipari, építőipari szakcsoportot alakított Túrricsén; 1986-ban kisszövetkezetté alakultak át, melynek ügyvezető elnöke volt.

### Politikai pályafutása
1989-ig az MSZMP tagja volt. 1990–2006 között túrricsei önkormányzati képviselő, majd alpolgármester volt. 1999–2001 között az FKGP tagja volt, de kizárták a pártból. 2000–2002 között az Önkormányzati és rendészeti bizottság tagja volt. 2000–2006 között országgyűlési képviselő (Fehérgyarmat; 2000–2002: FKGP; 2002–2006: Fidesz) volt. 2001-ben az Informatikai és távközlési bizottság tagja, valamint az FKGP frakcióvezető-helyettese volt. 2001–2002 között a Nemzetbiztonsági Bizottság tagja volt. 2002–2006 között a Rendészeti bizottság tagja volt. 2006-tól Szabolcs-Szatmár-Bereg Megyei Közgyűlés tagja.

## Családja
Szülei Lengyel József és Matécsa Margit voltak. 1969-ben házasságot kötött Garda Annával. Két gyermekük született: Zoltán (1969–) és Mónika (1974–).